# You Say Party
You Say Party, precedentemente noti come You Say Party! We Say Die!, è un gruppo dance punk canadese, formatosi nel 2004.

## Discografia

### Album in studio
- 2005 – Hit the Floor!
- 2007 – Lose All Time
- 2009 – XXXX
- 2016 – You Say Party